# Montsûrs (Montsûrs)
Montsûrs ist eine Ortschaft und eine ehemalige französische Gemeinde mit 1.967 Einwohnern (Stand 1. Januar 2022) im Département Mayenne in der Region Pays de la Loire.
Mit Wirkung vom 1. Januar 2017 wurden die früheren Gemeinden Montsûrs und Saint-Céneré zur Commune nouvelle Montsûrs-Saint-Céneré zusammengeschlossen und hatten in der neuen Gemeinde den Status einer Commune déléguée.
Mit Wirkung vom 1. Januar 2019 wurde Montsûrs-Saint-Céneré mit den früheren Gemeinden Deux-Évailles, Montourtier und Saint-Ouën-des-Vallons zur namensgleichen Commune nouvelle Montsûrs zusammengeschlossen. Die bereits bestehenden Commune déléguées Montsûrs und Saint-Céneré behalten ihren Status auch in der neuen Gemeinde. Der Verwaltungssitz befindet sich im Ort Montsûrs.

## Lage
Nachbarorte sind Gesnes im Nordwesten, Saint-Ouën-des-Vallons im Norden, Brée im Nordosten, Saint-Christophe-du-Luat und La Chapelle-Rainsouin im Südosten und Saint-Céneré im Süden und im Westen.

## Bevölkerungsentwicklung
| Jahr      | 1962  | 1968  | 1975  | 1982  | 1990  | 1999  | 2008  | 2015  |
| --------- | ----- | ----- | ----- | ----- | ----- | ----- | ----- | ----- |
| Einwohner | 1.534 | 1.736 | 1.959 | 2.108 | 2.073 | 2.020 | 2.113 | 2.035 |

## Sehenswürdigkeiten
- Kirche Saint-Martin (19. Jahrhundert), die anstelle der Chapelle des Trois-Maries errichtet wurde
- Burgruine Montsûrs, in der André de Lohéac geboren wurde; der Turm Le Paradis aux Biques ist als Monument historique klassifiziert.
- Kapelle Saint-Martin (12. Jahrhundert), die ehemalige Pfarrkirche (Monument historique)
- Kapelle Saint-Ouie (oder Saint-Ouïe, 16. Jahrhundert), einziger Überrest von Schloss Les Ifs (Monument historique)
- Schloss Le Haut Méral (16. Jahrhundert)

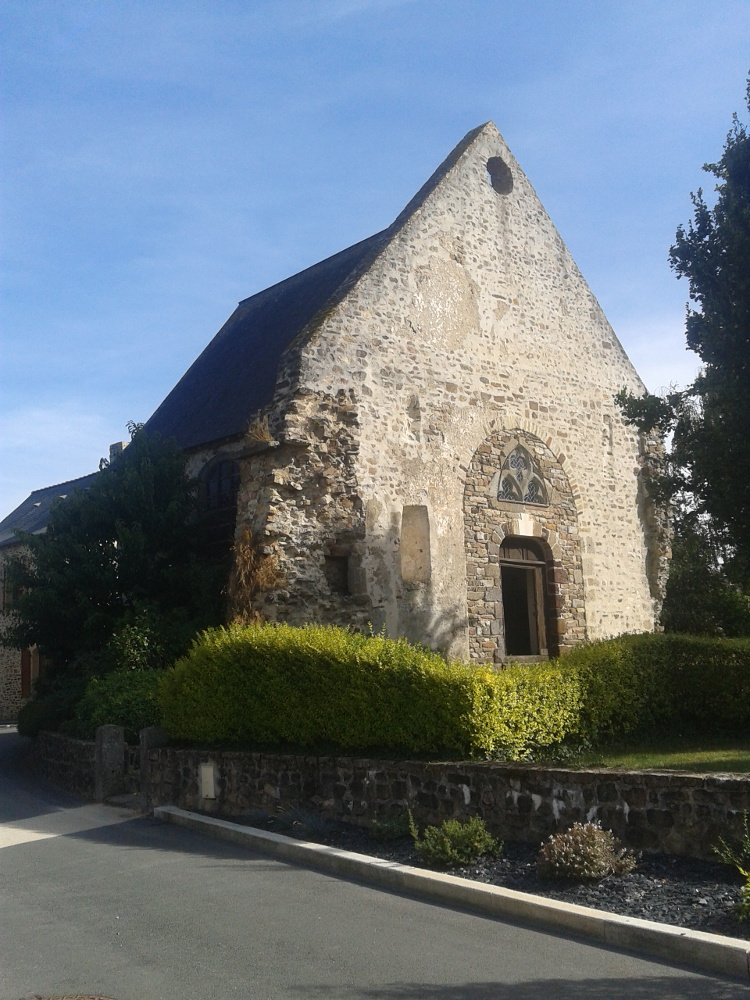
Kapelle Saint-Martin, Monument historique
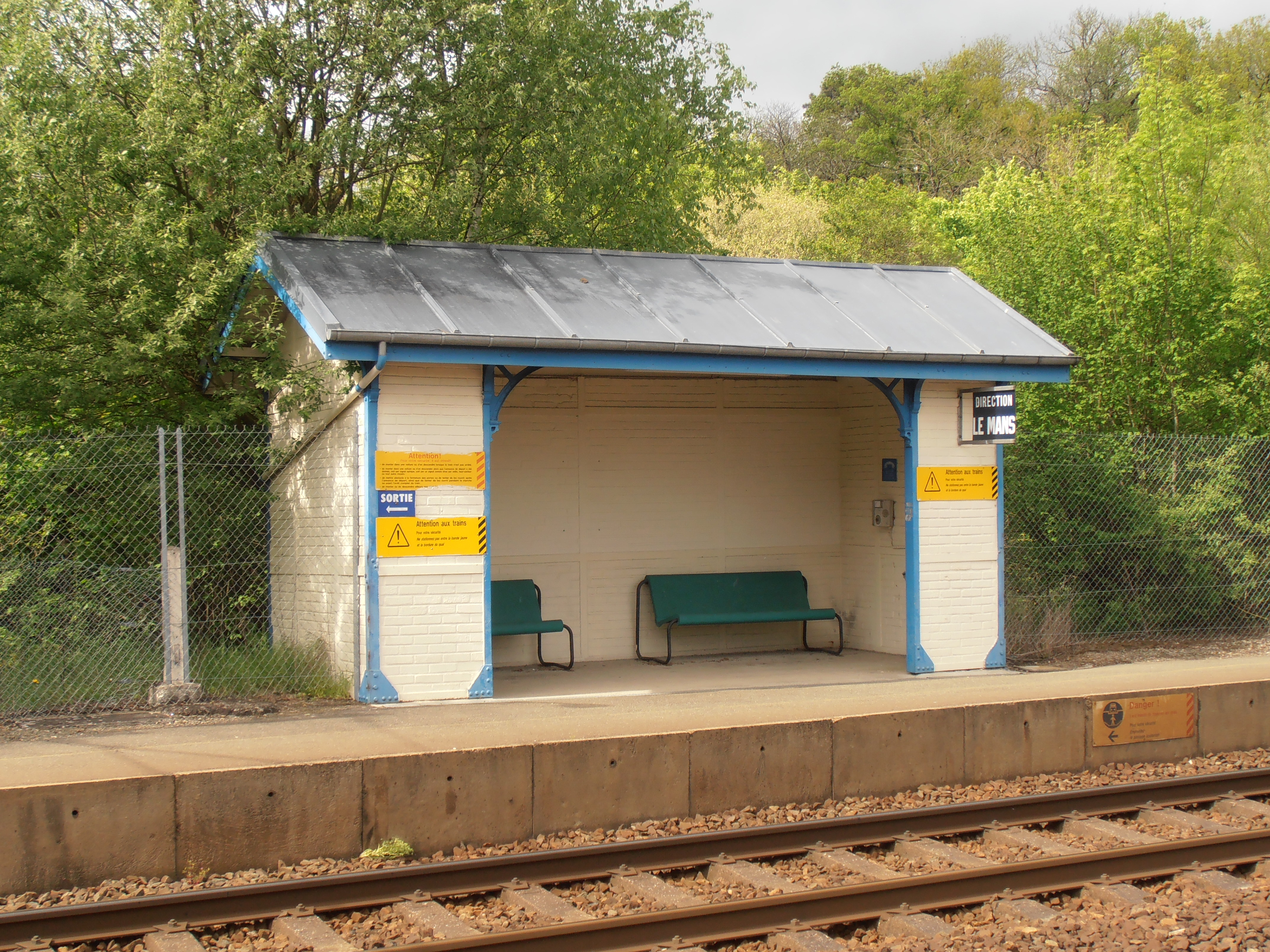
Der Bahnhof von Montsûrs
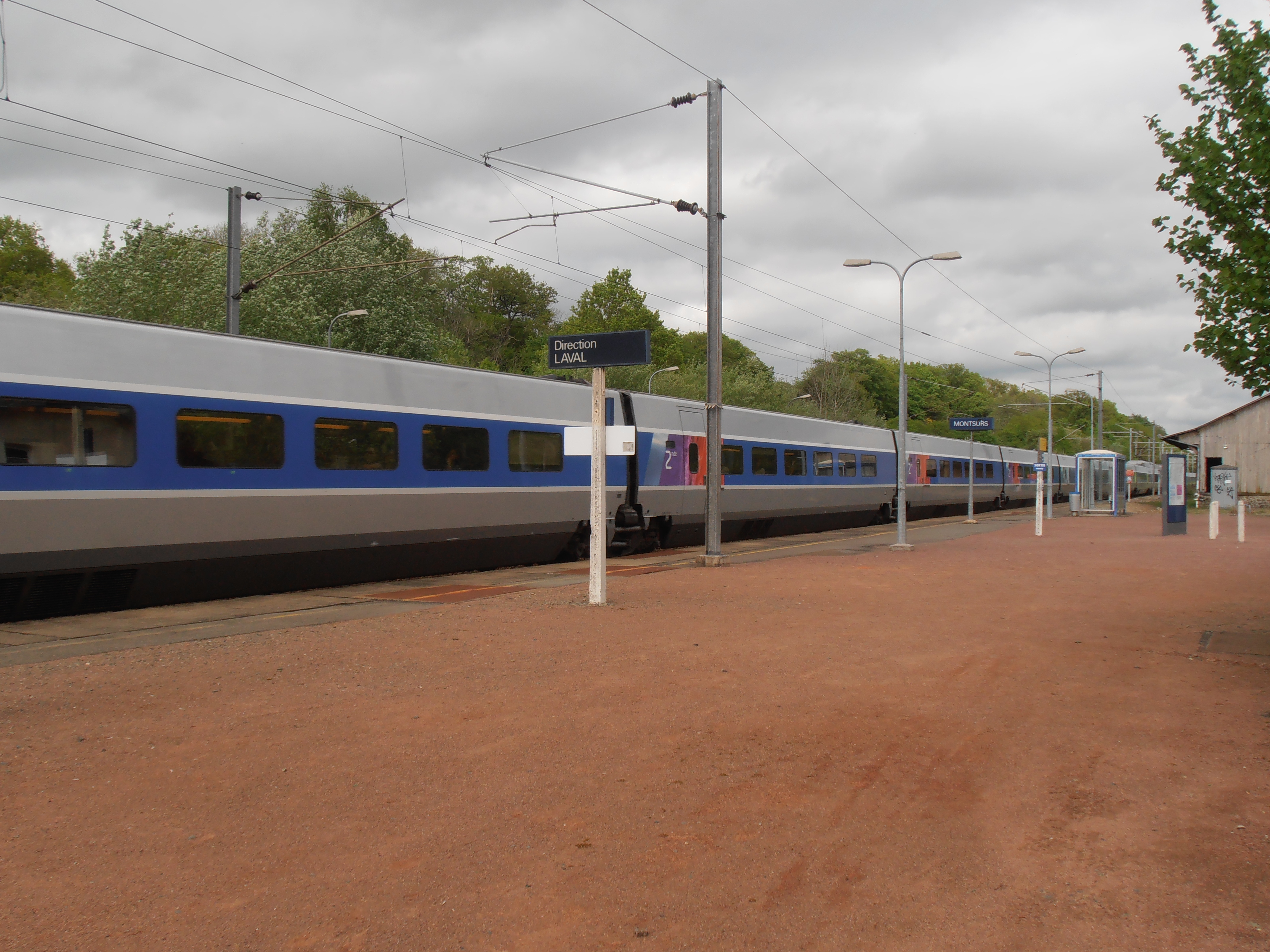
Ein TGV durchfährt den Bahnhof von Montsûrs
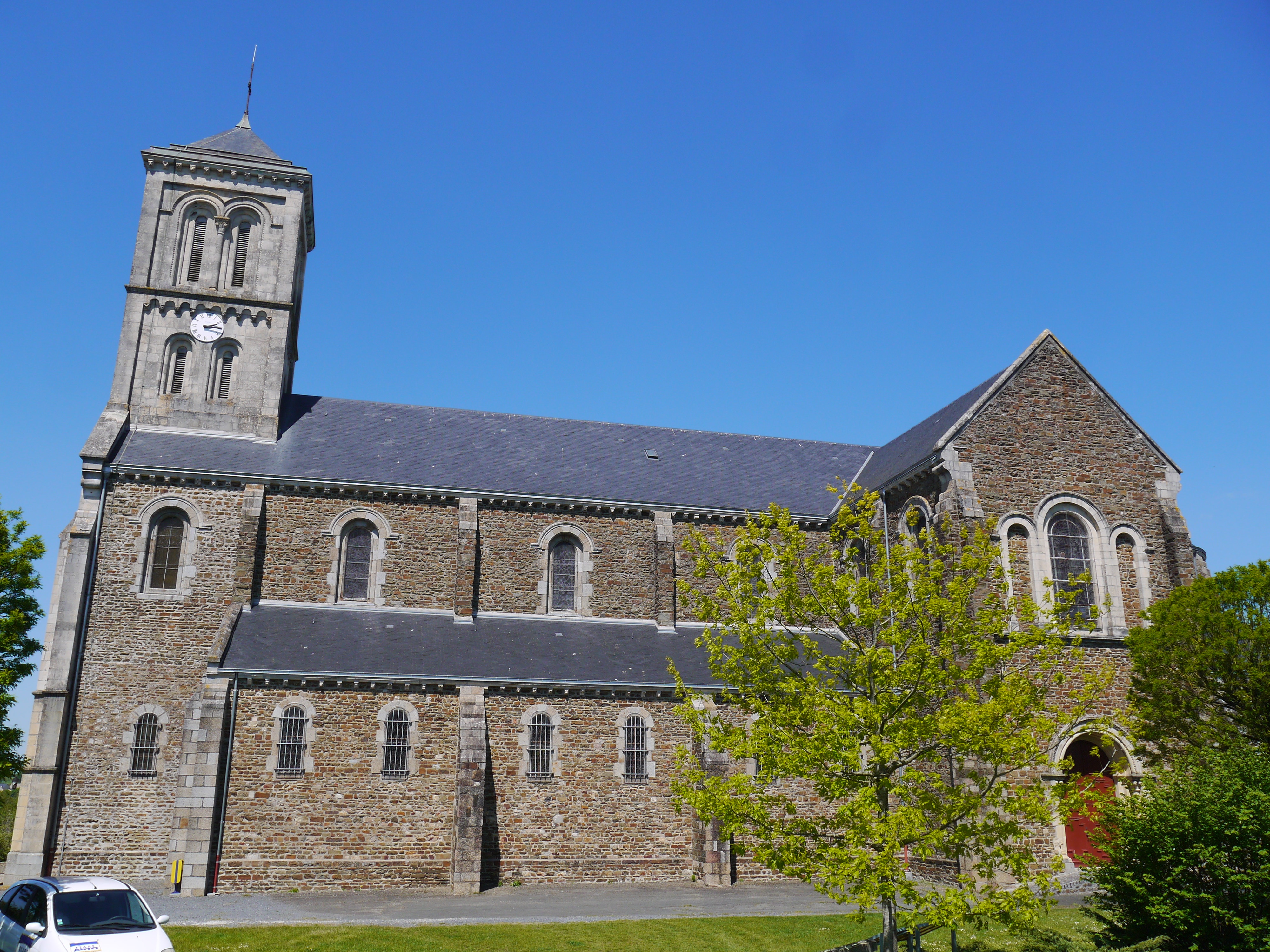
Kirche Saint-Martin

## Persönlichkeiten
- André de Lohéac, Marschall von Frankreich, 1408 auf Burg Montsûrs geboren
- Abbé Alphonse-Victor Angot (1844–1917), Historiker, geboren in Montsûrs
- Joseph Boüessé (1891–1980), Politiker, in Montsûrs geboren
- Grégory Bourillon (* 1984), Fußballspieler, begann seine Karriere in Montsûrs